# Хирошима, моя любов
„Хирошима, моя любов“ (на френски: Hiroshima mon amour; на японски: 二十四時間の情事) е драма от 1959 година на режисьора Ален Рене по сценарий на Маргьорит Дюрас, копродукция на Франция и Япония. Филмът е ярък представител на новата вълна във френското кино от края на 1950-те години.

## Сюжет
Френска актриса (Еманюел Рива), пристигнала в Япония за снимките на нов филм, завързва връзка е японски архитект (Ейджи Окада). През 36-те часа, в които са заедно, те разговарят помежду си за миналото и настоящето. Всеки от тях разкрива най-съкровените си тайни пред другия.

## В ролите
| Актьор        | Роля                |
| ------------- | ------------------- |
| Еманюел Рива  | Тя                  |
| Ейджи Окада   | Той                 |
| Стела Дасас   | майката             |
| Пиер Барбо    | бащата              |
| Бернар Фресон | германския любовник |

## Награди и номинации
- Награда БАФТА за най-добър режисьор на Ален Рене от 1961 година.
- Награда Бамби за най-добър международен филм от 1960 година.
- Награда за най-добър филм от „Френския синдикат на филмовите критици“ през 1960 година.
- Награда ФИПРЕСИ за най-добър филм от 1960 година.
- Награда за най-добър чуждестранен филм от „Националния борд на кинокритиците“ през 1960 година.
- Награда Съркъл на „Филмовите критици на Ню Йорк“ за най-добър чуждоезичен филм 1960 година.
- Номинация за Оскар за най-добър сценарий на Маргьорит Дюрас от 1961 година.
- Номинация за БАФТА за най-добър филм от 1960 година.
- Номинация за БАФТА за най-добра чуждестранна актриса на Еманюел Рива от 1960 година.
- Номинация за Златна палма за най-добър филм от Международния кинофестивал в Кан, Франция през 1959 година.
- Номинация за наградата на „Режисьорската гилдия на Америка“ за изключителни достижения в режисьорската работа на Ален Рене от 1961 година.
- Номинация за Сребърна лента от „Италианския национален синдикат на филмовите журналисти“ за най-добър чуждестранен режисьор за Ален Рене от 1960 година.[2]